# استاد کونگ فو (مجموعه تلویزیونی)
استاد کونگ فو (به انگلیسی: The Kung Fu Master) یک مجموعه تلویزیونی هنرهای رزمی هنگ کنگی محصول سال ۱۹۹۴ به کارگردانی بنی چان و با بازی دانی ین است. 